# Free-Will
FREE-WILL (フリーウィル) é um selo de gravadora de música independente no Japão que controla e gerencia bandas do estilo Visual Kei. A maior parte dessas bandas e seus sub-selos entram em acordo com selos maiores para fazerem a distribuição, embora a FREE- WILL continue a administrar a banda. Atualmente o selo tem três filiais: no Japão, na Europa e Estados Unidos.

## História
A FREE-WILL foi criada em 1986 por DYNAMITE TOMMY depois que sua banda COLOR lançou seu disco MOLT GRAIN. Quando o Visual Kei ficou popular entre 1980 e 1990 a frase "East EXTASY and West FREE-WILL" (EXTASY do leste e FREE-WILL do oeste) foi criada, EXTASY refere-se ao selo de Yoshiki, Extasy Records e é uma frase emblemática sobre como as duas gravadoras dominavam o mercado independente de Visual Kei no inicio do década de 90. As duas gravadoras montavam festivais juntas frequentemente e era comum ver turnês de bandas dos dois selos.